# Miah-Marie Langlois
Miah-Marie Langlois (Windsor, 21 settembre 1991) è un'ex cestista canadese.

## Carriera
Con il Canada ha disputato i Giochi olimpici di Rio de Janeiro 2016, due edizioni dei Campionati mondiali (2014, 2018) e tre dei Campionati americani (2015, 2017, 2019).